# Mezentius
Mezentius war ein mythischer etruskischer König von Caere der italischen Frühzeit und Vater des Lausus. Die Figur des Mezentius taucht in zahlreichen antiken Geschichtswerken, bei Titus Livius, Justinus, Dionysios von Halikarnassos und Cassius Dio sowie in der Aeneis des Vergil und in Schriften Ovids auf. Durch den antiken Gewährsmann Maurus Servius Honoratius wissen wir, dass Cato der Ältere als Erster eine Beziehung zwischen der Sagengestalt des Mezentius und der Aeneassage herstellte.

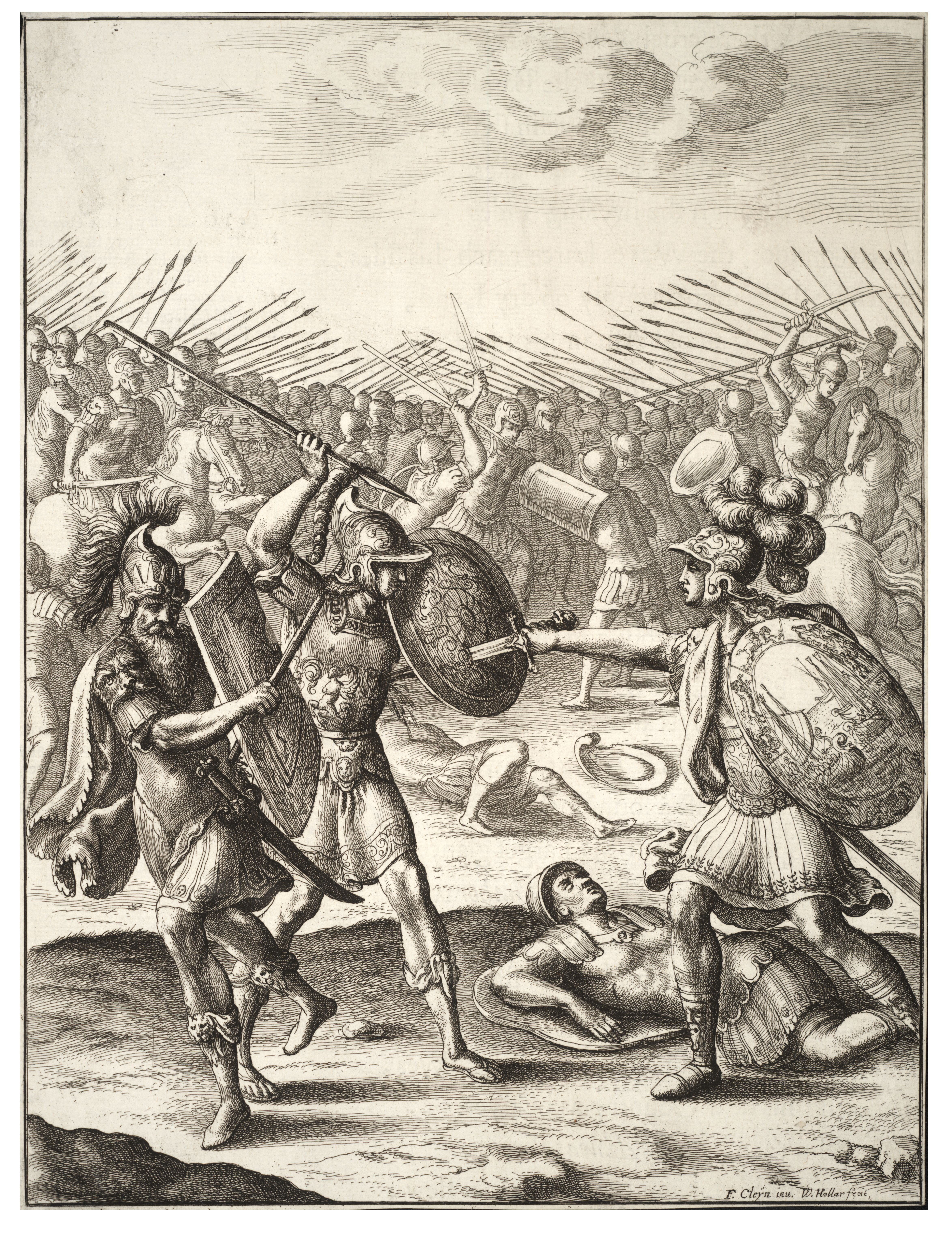
Aeneas im Kampf mit Mezentius und Lausus.

## Darstellung bei Titus Livius
Titus Livius berichtet in seinem Geschichtswerk über die Frühgeschichte Roms, dass Aeneas nach dem Fall Trojas an der Küste Italiens an Land ging und nach anfänglichen Auseinandersetzungen die Tochter des eingesessenen Königs Latinus, Lavinia, ehelicht. Da diese zuvor dem Rutulerkönig Turnus versprochen worden ist, kommt es zu kriegerischen Auseinandersetzungen.
In der Schlacht zwischen dem Heer der Latiner und Trojaner, geführt von Aeneas und Latinus, und dem von Turnus befehligten rutulischen Heer siegen Latiner und Trojaner, Latinus fällt jedoch. Nach ihrer Niederlage sucht Turnus bei Mezentius, dem König der etruskischen Stadt Caere, Unterstützung. Dieser ist über das Erstarken der Neuankömmlinge im Verbund mit den Latinern aufgebracht und stößt mit einem Heer zu Turnus. Gemeinsam ziehen sie Aeneas entgegen. Dieser stellt sich der anrückenden Koalition zum Kampf und besiegt sie, fällt jedoch.
Nach dem Tode des Aeneas und dem Sieg der Latiner nimmt dessen Frau Lavinia, als Vormund für den unmündigen Sohn Ascanius, den Thron ein. Ein Friedensvertrag zwischen Latinern und Etruskern wird geschlossen und der Tiber als Grenze deklariert.

## Darstellung bei Vergil

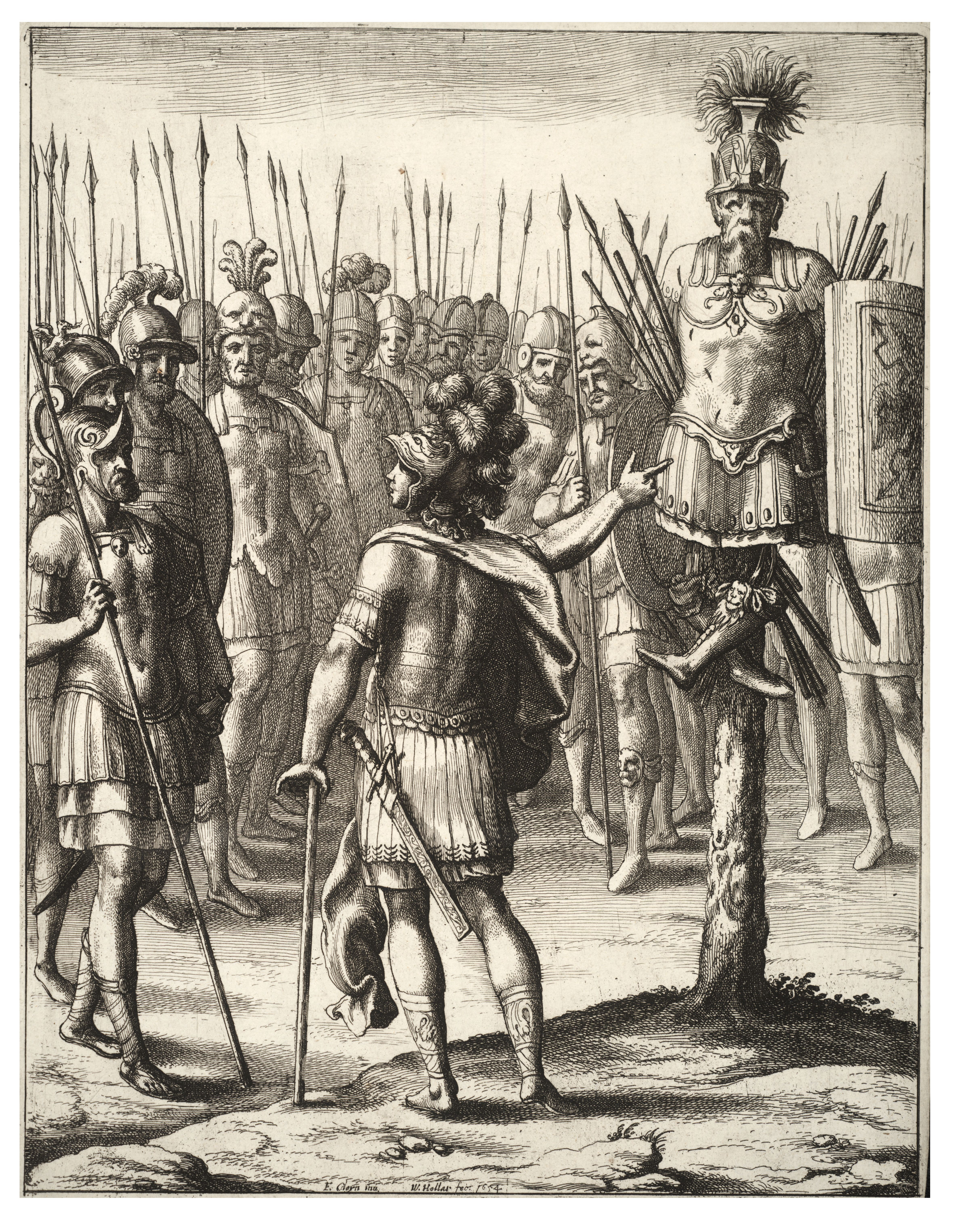
Aeneas errichtet ein Siegesmal aus Rüstung und Waffen des Mezentius.

Vergil beschreibt in der Aeneis den König Mezentius und die Schlacht zwischen dem rutulisch-etruskischen Heer und der latinischen Streitmacht detaillierter als Livius. So schildert Vergil, in der Darstellung an die homerische Ilias erinnernd, im Einzelnen die Kämpfe der einzelnen Teilnehmer. Das Hauptaugenmerk seiner Kampfdarstellungen liegt hierbei auf den Auseinandersetzungen zwischen Lausus sowie Mezentius und Aeneas. Zudem wird von Mezentius das Bild eines grausamen, blutrünstigen Kriegstreibers gemalt.

## Differenzen in der Darstellung
In Vergils Darstellung unterliegen Lausus und Mezentius gegen Aeneas im Kampf. Dieser errichtet sodann aus Rüstung und Waffen des Mezentius ein Siegesmal. Bei Livius und den anderen oben genannten Schriftstellern mit Ausnahme des Ovid überlebt Mezentius die Schlacht, schließt Frieden mit den Latinern und wagt keinerlei Angriffe mehr gegen die latinischen Städte.